# 高氣壓

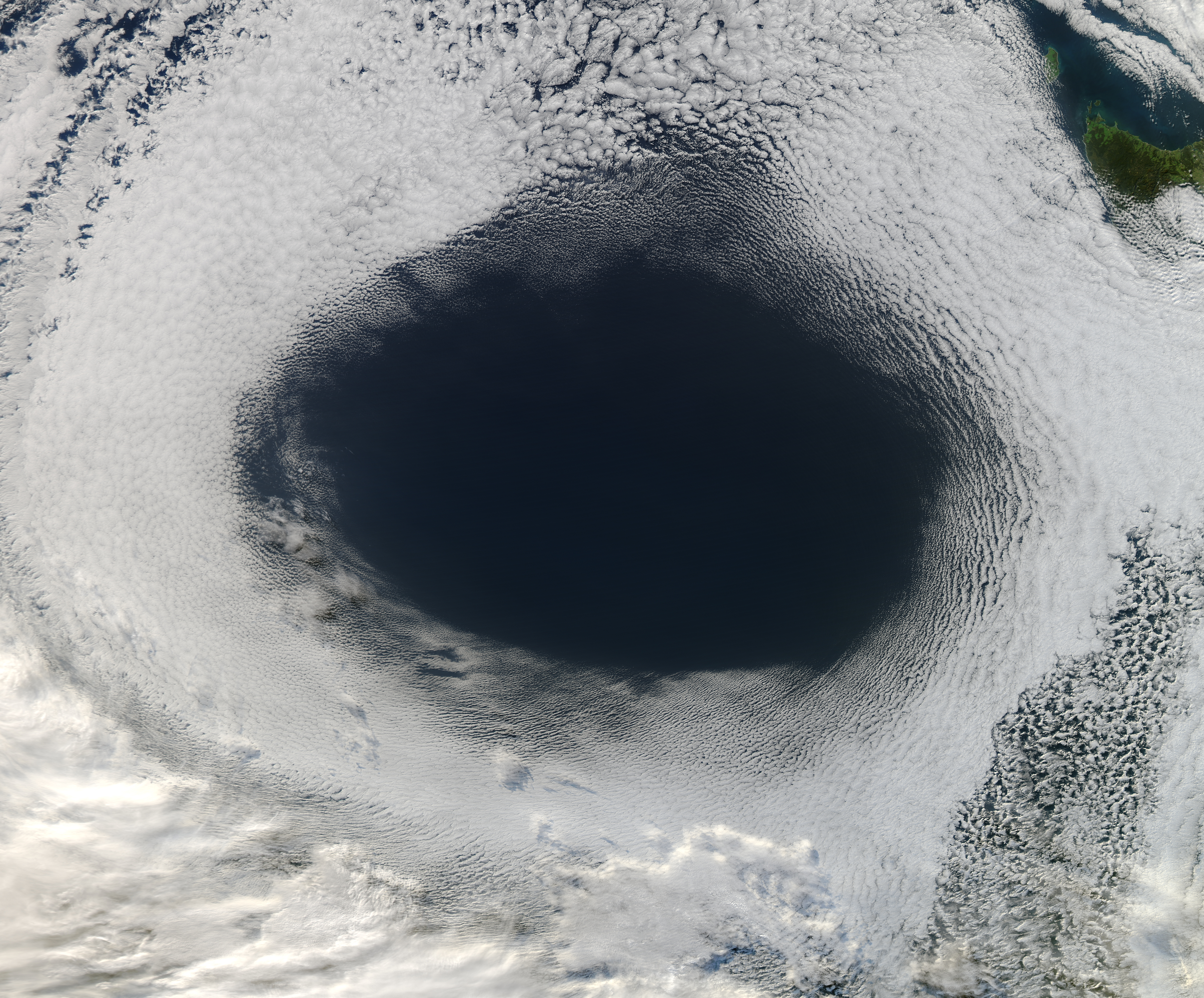
澳洲南方的高氣壓

高氣壓（英語：High Pressure Area，符號為H）是指一个气压高于周边地区的区域，是為反氣旋。在北半球高氣壓區域內的空氣作顺时针方向旋轉，在南半球则逆时针方向旋轉。高气压区一般风力比较小，空气下沉。通过绝热过程下沉气流一般使得500米以下的云或者雾的水滴蒸发，因此高气压区通常天气晴朗。在白天，由于没有云来反射阳光或者地面的热量，在夏季高气压区比较热，而在冬季则比较冷。在夜间由于没有云阻挡热量的散失，气温一般不论在哪个季节都比较低。
高气压区由副熱帶高壓造成，它是由于赤道的空气上升形成的，上升的热空气冷却，同时被向高纬度的方向运输，在这个过程中它下降，导致高气压区。这个过程也被称为哈德里環流圈。世界上许多沙漠地区与高气压区的形成有直接的关联。
与低气压区相比表面高气压区一般面积比较大，风速比较低，其原因是因为表面摩擦力对导致循环的压力梯度和科氏力造成的阻碍。
有些高气压区持续的时间很长，重复出现，因此获得了特定的名称。比如在冬季出现的西伯利亚高压可以在同一地点持续一个多月。另一个著名的高气压区是亚速尔高压。

## 高壓分類
依成因可分為：
動力高壓、熱力高壓。
例如：副熱帶高壓、大陸冷高壓。
依不同熱力結構可分為：
冷性高壓、暖性高壓。
例如：大陸冷高壓、熱帶海洋氣團。